# Colonia Francisco I. Madero, Apozol
Colonia Francisco I. Madero är en ort i Mexiko.   Den ligger i kommunen Apozol och delstaten Zacatecas, i den centrala delen av landet, 500 km nordväst om huvudstaden Mexico City. Colonia Francisco I. Madero ligger 1 533 meter över havet och antalet invånare är 127.
Terrängen runt Colonia Francisco I. Madero är huvudsakligen kuperad, men åt sydost är den bergig. Runt Colonia Francisco I. Madero är det ganska glesbefolkat, med 27 invånare per kvadratkilometer. Närmaste större samhälle är Apozol, 7,6 km väster om Colonia Francisco I. Madero. I omgivningarna runt Colonia Francisco I. Madero växer huvudsakligen savannskog.